# Giải vô địch bóng đá trong nhà Đông Nam Á 2006
Giải vô địch bóng đá trong nhà Đông Nam Á 2006 (AFF Futsal Championship 2007) là một giải bóng đá giữa các đội tuyển bóng đá trong nhà các quốc gia Đông Nam Á do Liên đoàn bóng đá Đông Nam Á tổ chức tại Bangkok, Thái Lan từ ngày 2 đến ngày 7 tháng 5 năm 2006.

## Vòng bảng
|  | Đội bóng đi tiếp vào vòng trong |  | Đội bóng bị loại ở vòng bảng |

Tất cả thời gian là giờ địa phương tại nơi diễn ra trận đấu.

### Bảng A
| Đội tuyển | số trận | thắng | hoà | thua | bàn thắng | bàn thua | điểm |
| --------- | ------- | ----- | --- | ---- | --------- | -------- | ---- |
| Thái Lan  | 2       | -     | -   | -    | -         | -        | -    |
| Brunei    | 2       | -     | -   | -    | -         | -        | -    |
| Myanmar   | 2       | -     | -   | -    | -         | -        | -    |

### Bảng B
| Đội tuyển | số trận | thắng | hoà | thua | bàn thắng | bàn thua | điểm |
| --------- | ------- | ----- | --- | ---- | --------- | -------- | ---- |
| Malaysia  | 3       | -     | -   | -    | -         | -        | -    |
| Campuchia | 3       | -     | -   | -    | -         | -        | -    |
| Việt Nam  | 3       | -     | -   | -    | -         | -        | -    |
| Indonesia | 3       | -     | -   | -    | -         | -        | -    |

## Đấu loại trực tiếp
|  | Bán kết   | Bán kết  |               |    | Chung kết | Chung kết |
|  |           |          |               |    |           |           |
|  | 6 tháng 5 |          |               |    |           |           |
|  |           |          |               |    |           |           |
|  | Indonesia | 5        |               |    |           |           |
|  | Indonesia | 5        | 7 tháng 5     |    |           |           |
|  | Malaysia  | 3        |               |    |           |           |
|  | Malaysia  | 3        | Indonesia     | 3  |           |           |
|  | 6 tháng 5 |          | Indonesia     | 3  |           |           |
|  |           | Thái Lan | 10            |    |           |           |
|  | Thái Lan  | Thái Lan | 10            | 19 |           |           |
|  | Thái Lan  |          |               | 19 |           |           |
|  | Campuchia | 1        |               |    |           |           |
|  | Campuchia | 1        | Tranh hạng ba |    |           |           |
|  |           |          |               |    |           |           |
|  | 7 tháng 5 |          |               |    |           |           |
|  |           |          |               |    |           |           |
|  | Malaysia  | 10       |               |    |           |           |
|  | Malaysia  | 10       |               |    |           |           |
|  | Campuchia | 2        |               |    |           |           |

## Đội vô địch
| Vô địch giải bóng đá trong nhà Đông Nam Á 2006 Thái Lan Lần thứ ba |